# Các tháp chuông của Bỉ và Pháp
Các tháp chuông của Bỉ và Pháp là một nhóm gồm 56 tháp chuông lịch sử đã được UNESCO công nhận là Di sản thế giới như là một biểu hiện kiến trúc mới nổi độc lập trước những ảnh hưởng phong kiến và tôn giáo ở khu vực lịch sử Flanders và khu vực lân cận lãnh địa công tước Burgundy.
Quần thể này gồm 32 tháp ở hai vùng Flander và Wallonia thuộc Bỉ được công nhận từ năm 1999. Đến năm 2005, tháp chuông ở Gembloux cùng 23 tháp chuông khác ở hai vùng cực bắc Nord-Pas-de-Calais và Picardie của Pháp đã được thêm vào danh sách và đổi tên như hiện tại. Một thiếu sót đáng chú ý là tháp chuông của Tòa thị chính Brussels không nằm trong danh sách này vì nó đã là một phần của Di sản thế giới Quảng trường Lớn được công nhận từ năm 1998.
Tuy nhiên, mặc dù danh sách này liên quan đến cấu trúc tháp dân sự nhưng sáu tháp chuông nhà thờ khác cũng nằm trong nhóm các tháp chuông này vì lý do nó cũng phục vụ như một tháp canh hoặc tháp chuông báo động. Đó là các tháp chuông của Nhà thờ chính tòa Đức Mẹ Antwerp, Nhà thờ chính tòa Thánh Rumbold, Nhà thờ Thánh Phêrô ở Leuven, Nhà thờ Thánh Germanus ở Tienen, Nhà thờ Đức Mẹ Tongeren, và Nhà thờ Thánh Leonard ở Zoutleeuw.
Hầu hết các tháp chuông đều là một phần của công trình kiến trúc lớn hơn nhưng có một số ít là các tháp chuông độc lập và một số ít là các tòa tháp được xây dựng lại lối với các công trình cũ liền kề.

## Bỉ

### Flanders

#### Tây Flanders
| ID 943-004 | Bruges          | Tháp chuông và tòa thị chính Hallentoren                                  |
| ID 943-006 | Diksmuide       | Tháp chuông và tòa thị chính                                              |
| ID 943-011 | Kortrijk        | Tháp chuông Hallentoren                                                   |
| ID 943-014 | Lo-Reninge (Lo) | Tòa thị chính cùng với Tháp chuông (ngày nay là một khách sạn)            |
| ID 943-017 | Menen           | Tòa thị chính và tháp chuông liền kề                                      |
| ID 943-018 | Nieuwpoort      | Hội trường chợ Stadshalle với Tháp chuông                                 |
| ID 943-020 | Roeselare       | Tòa thị chính, Stadshalle và Tháp chuông                                  |
| ID 943-022 | Tielt           | Tháp chuông Hallentoren, Hội trường vải và phòng Aldermen                 |
| ID 943-025 | Veurne          | Landhuis ("nhà ở nông thôn" cũ của Tử tước Veurne-Ambacht) và tháp chuông |
| ID 943-010 | Ypres           | Hội trường vải và tháp chuông                                             |

#### Đông Flanders
| ID 943-001 | Aalst       | Nhà Aldermen và tháp chuông                |
| ID 943-005 | Dendermonde | Tòa thị chính và tháp chuông               |
| ID 943-007 | Eeklo       | Tòa thị chính và tháp chuông               |
| ID 943-008 | Ghent       | Tháp chuông, hội trường vải và Mammelokker |
| ID 943-019 | Oudenaarde  | Tòa thị chính và tháp chuông               |

#### Antwerp
| ID 943-002 | Antwerp   | Nhà thờ chính tòa Đức Mẹ Antwerp                                                       |
| ID 943-003 | Antwerp   | Tòa thị chính                                                                          |
| ID 943-009 | Herentals | Tòa thị chính cũ và hội trưởng vải 'Laken'                                             |
| ID 943-013 | Lier      | Tòa thị chính và tháp chuông                                                           |
| ID 943-016 | Mechelen  | Tháp của Nhà thờ chính tòa Thánh Rumbold                                               |
| ID 943-015 | Mechelen  | Hội trường vải cũ cùng với tháp chuông (ngày nay là một phần của tổ hợp tòa thị chính) |

#### Vlaams-Brabant
| ID 943-012 | Leuven    | Nhà thờ Thánh Phêrô và tháp                               |
| ID 943-023 | Tienen    | Nhà thờ Thánh Germanus cùng với tháp thành phố Stadstoren |
| ID 943-026 | Zoutleeuw | Nhà thờ Thánh Leonard                                     |

#### Limburg
| ID 943-021 | Sint-Truiden | Tòa thị chính và tháp                                        |
| ID 943-024 | Tongeren     | Vương cung thánh đường Đức Mẹ và Stadstoren (tháp thành phố) |

### Wallonia

#### Hainaut
| ID 943-027 | Binche    | Tháp chuông của tòa thị chính |
| ID 943-028 | Charleroi | Tháp chuông của tòa thị chính |
| ID 943-029 | Mons      | Tháp chuông                   |
| ID 943-031 | Thuin     | Tháp chuông                   |
| ID 943-032 | Tournai   | Tháp chuông                   |

#### Namur
| ID 943-056 | Gembloux | Tháp chuông |
| ID 943-030 | Namur    | Tháp chuông |

## Pháp

### Nord-Pas de Calais

#### Nord
| ID 943-033 | Armentières | Tháp chuông của toà thị chính         |
| ID 943-034 | Bailleul    | Tháp chuông của toà thị chính         |
| ID 943-035 | Bergues     | Tháp chuông                           |
| ID 943-036 | Cambrai     | Tháp chuông của nhà thờ Thánh Martin  |
| ID 943-037 | Comines     | Tháp chuông của toà thị chính         |
| ID 943-038 | Douai       | Tháp chuông của toà thị chính         |
| ID 943-040 | Dunkirk     | Tháp chuông của toà thị chính         |
| ID 943-039 | Dunkirk     | Tháp chuông của nhà thờ Thánh Eligius |
| ID 943-041 | Gravelines  | Tháp chuông                           |
| ID 943-042 | Lille       | Tháp chuông của toà thị chính         |
| ID 943-043 | Loos        | Tháp chuông của toà thị chính         |

#### Pas-de-Calais
| ID 943-044 | Aire-sur-la-Lys  | Tháp chuông của toà thị chính |
| ID 943-045 | Arras            | Tháp chuông của toà thị chính |
| ID 943-046 | Béthune          | Tháp chuông                   |
| ID 943-047 | Boulogne-sur-Mer | Tháp chuông của toà thị chính |
| ID 943-048 | Calais           | Tháp chuông của toà thị chính |
| ID 943-049 | Hesdin           | Tháp chuông của toà thị chính |

### Picardie

#### Somme

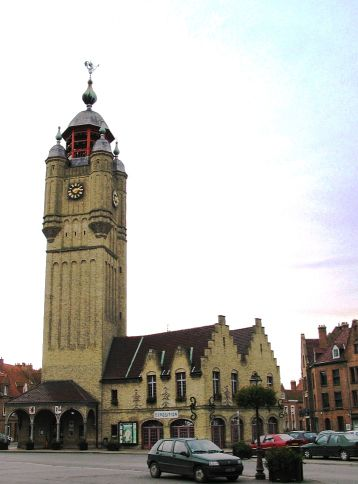
Tháp chuông Bergues

| ID 943-050 | Abbeville     | Tháp chuông                                                          |
| ID 943-051 | Amiens        | Tháp chuông                                                          |
| ID 943-052 | Doullens      | Tháp chuông của toà thị chính cũ, nay là trung tâm thông tin du lịch |
| ID 943-053 | Lucheux       | Tháp chuông trên cổng vào thành phố                                  |
| ID 943-054 | Rue           | Tháp chuông                                                          |
| ID 943-055 | Saint-Riquier | Tháp chuông                                                          |